# 西都市立銀鏡中学校
西都市立銀鏡中学校（さいとしりつ しろみちゅうがっこう）は、かつて宮崎県西都市大字銀鏡にあった公立の中学校。
2012年（平成24年）4月には校区内の西都市立銀上小学校との統合により、施設一体型の小中一貫校「西都市立銀上小・銀鏡中学校」（愛称:「西都銀上学園」）としてスタートした。なお、中学校の校舎を改築し、小学校が移転してきている。

## 概要
歴史
1947年（昭和22年）の学制改革で、新制中学校として創立。
校章
校名の「鏡」にちなみ、八稜鏡を背景にして、中央に「中」の文字を配している。
校歌
1961年（昭和36年）制定。作詞は松山文二、作曲は安藤郁夫による。歌詞は3番まであり、歌詞中に校名は登場しない。
特色
宮崎県内の中学校で唯一、山村留学制度を導入している。
生徒数
16名（2012年度（平成24年度））
通学区域
以下の区域が指定されている。
- 西都市立銀上小学校区

## 沿革
- 1947年（昭和22年）- 学制改革が行われる（六・三制の実施）。
  - 4月30日 - 新制中学校の設置が認可される。初代校長に濵砂勝清が就任。
  - 5月5日 - 新制中学校「東米良村立銀鏡中学校」として開校。開校式を挙行。
  - 5月13日 - 中尾分校を設置。
  - 12月 - 新校舎が完成。
- 1954年（昭和29年）6月 - 中尾分校の新校舎が完成。
- 1962年（昭和37年）4月1日 - 西都市との合併により、「西都市立銀鏡中学校」に改称。
- 1967年（昭和42年）3月31日 - 中尾分校が西都市立東陵中学校[2]への統合により、廃校。
- 1958年（昭和33年）7月 - 校旗を制定。
- 1961年（昭和36年）9月10日 - 校歌を制定。
- 1969年（昭和44年）2月 - 現在地に鉄筋コンクリート造の新校舎が完成し、移転を完了。
- 1972年（昭和47年）12月 - 体育館が完成。
- 1977年（昭和52年）
  - 3月 - 格技場が完成。
  - 11月15日 - 完全給食を開始。
- 1997年（平成9年）2月15日 - 創立50周年記念式典を挙行。
- 2000年（平成12年）9月 - 給食調理場を東米良共同調理場に移設。
- 2006年（平成18年）3月 - 校舎裏の池と盛り土を撤去。
- 1995年（平成7年）4月1日 - 山村留学制度を導入。
- 2012年（平成24年）4月1日 - 西都市立銀上小学校と統合の上、施設一体型小中一貫校「西都市立銀上小・銀鏡中学校」（西都銀上学園）となる[3]。

## 部活動
- バドミントン部

## 交通アクセス
最寄りのバス停留所
西都市コミュニティ・バス「銀鏡診療所」停留所
最寄りの幹線道路
- 宮崎県道39号西都南郷線

## 周辺
- 銀鏡地区集会所
- 銀鏡郵便局
- 西都警察署 銀鏡警察官駐在所
- JAみやざき 東米良
- 東米良 山の駅 銀鏡
- 銀鏡城跡
- 銀鏡神社
- 銀鏡川
- 登内川